# Загребский трамвай
За́гребский трамва́й (хорв. Zagrebački tramvaj) — трамвайное хозяйство Загреба. Популярный вид транспорта в городе.
Для перевозки пассажиров трамваи используют 116 км рельсов метровой колеи. В дневное время работают маршруты от 1 до 17 (кроме 10 и 16 — их не существует), а в ночное время работают от 31 до 34. Средний интервал движения в дневное время составляет 5—10 минут, почти через каждую остановку проходит, как минимум, 2 маршрута. В ночное время трамваи движутся точно по расписанию, средний интервал составляет 40 минут. Дневные маршруты тоже имеют расписание, но обычно оно не соблюдается ввиду пробок в «часы пик», из-за которых ехать до нужной остановки приходится дольше на более чем 30 минут.

## Маршруты
Дневные:
- № 1 Западный вокзал — Боронгай
- № 2 Чрномерец — Савище
- № 3 Любляница — Савище (только по будням)
- № 4 Савский мост — Дубец
- № 5 Пречко — Максимир
- № 6 Чрномерец — Сопот
- № 7 Савский мост — Дубрава
- № 8 Михалевац — Запрудже
- № 9 Любляница — Боронгай
- № 11 Чрномерец — Дубец
- № 12 Любляница — Дубрава
- № 13 Житняк — Площадь Кватерника
- № 14 Михалевац — Запрудже
- № 15 Михалевац — Доле
- № 17 Пречко — Боронгай

Ночные:
- № 31 Чрномерец — Савский мост
- № 32 Пречко — Боронгай
- № 33 Доле — Савище
- № 34 Любляница — Дубец

Ночные трамвайные маршруты часто заменяют автобусными из-за ремонта рельсов.

## Подвижной состав

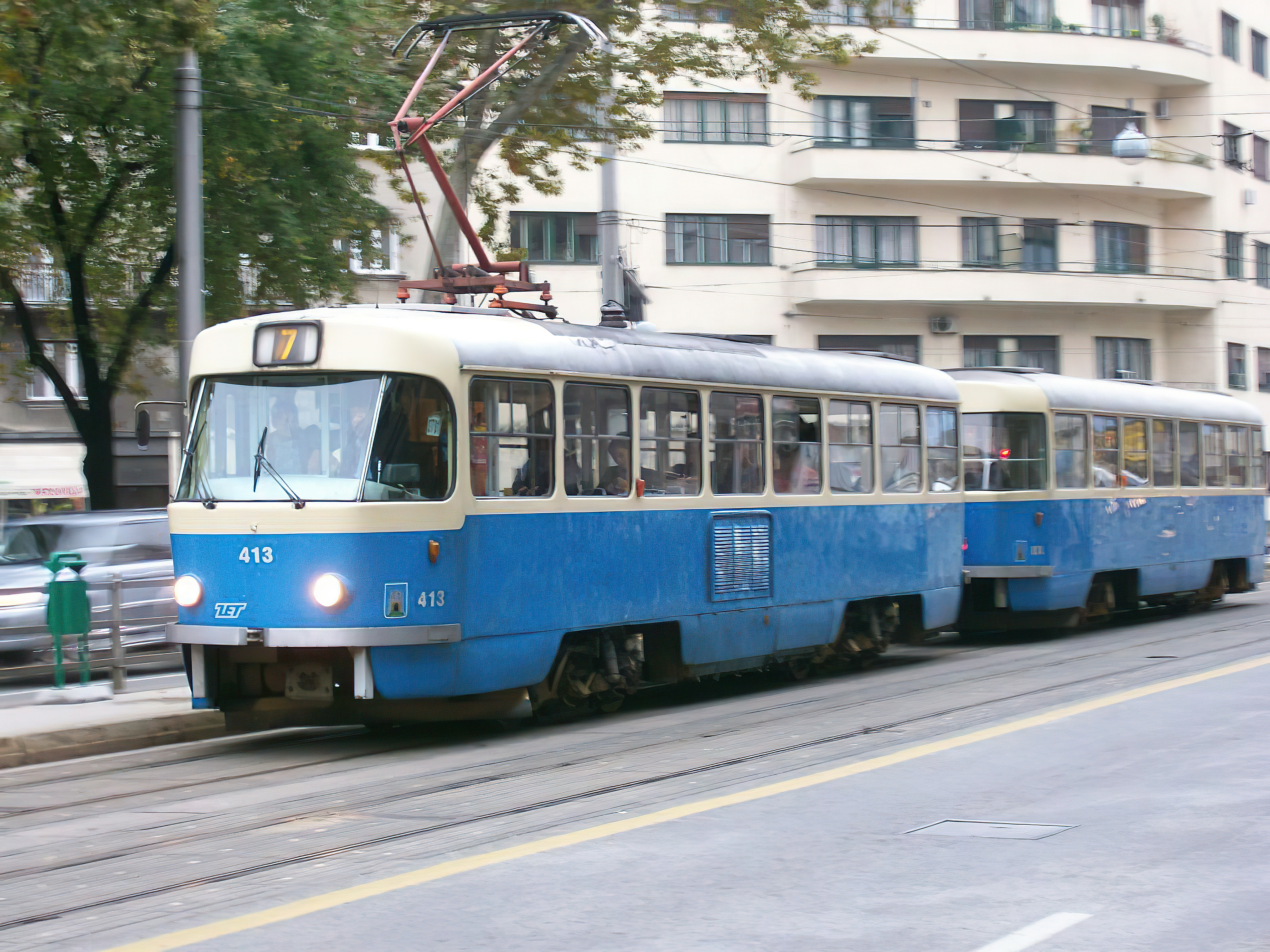
Т4YU

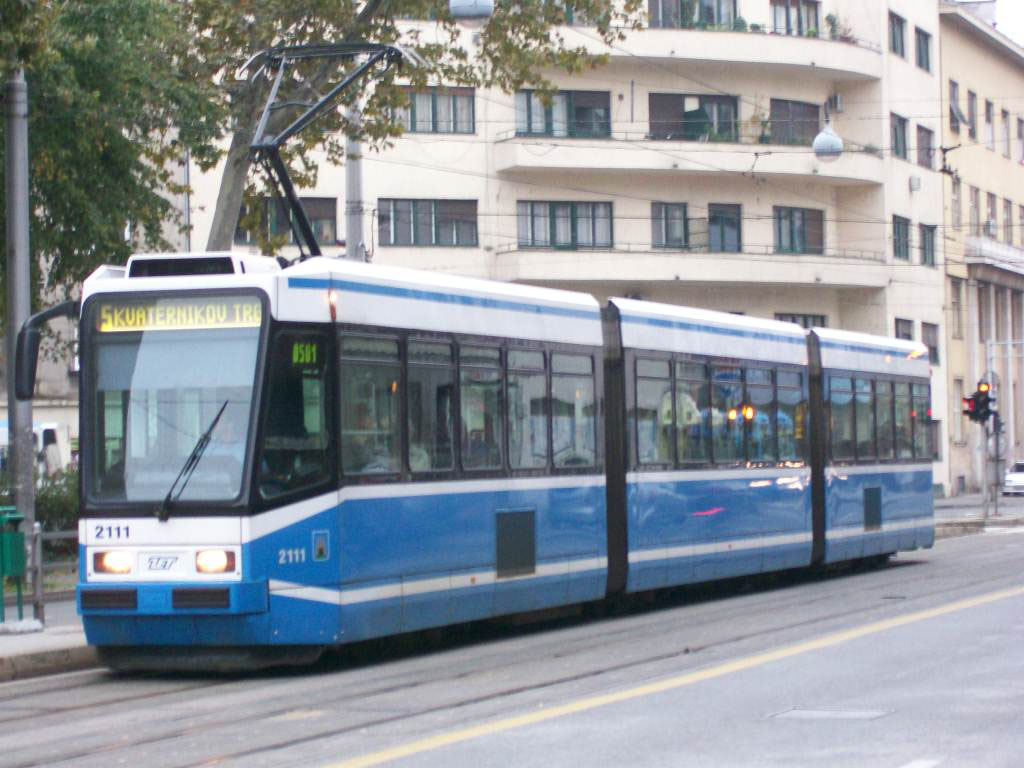
TMK 2100

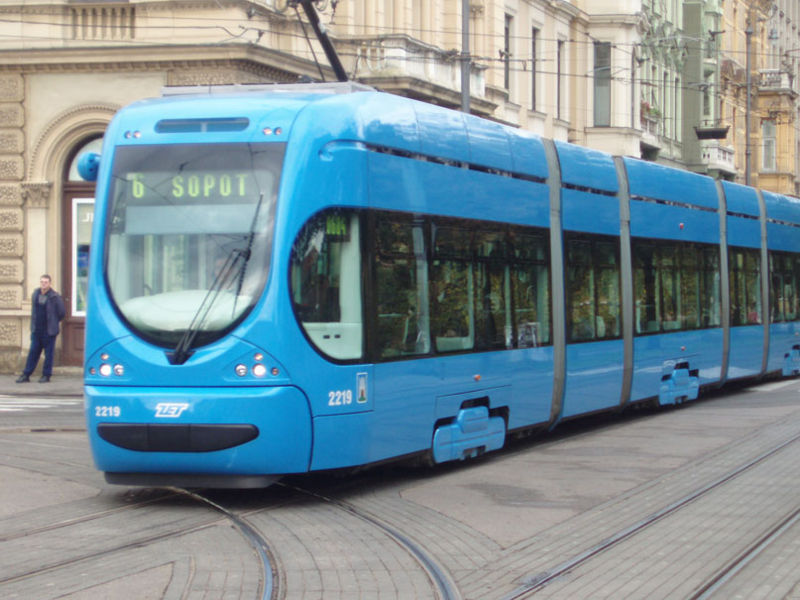
TMK 2200

В Загребе эксплуатируется множество типов вагонов. По состоянию на сентябрь 2005 года, в городе 240 моторных вагонов и 8 иных типов.
1. Самый старый вагон — двухосный вагон марки TMK 101. Три первые единицы были изготовлены в начале 1950-х на заводе «ZET», остальные 68 единиц были поставлены с завода «Đuro Đaković» вместе с 110 прицепными вагонами. Некоторые вагоны заменили на GT6, но в основном эксплуатировали до прихода вагонов марки TMK 2200. В сентябре 2007 года вагонов марки 101 осталось 15 единиц. Вывести их из эксплуатации планировалось зимой 2007—2008 гг.
2. Вагон TMK 201 выглядит так же, как и 101, но отличается от него техническим оснащением. В Загребе было 30 вагонов этой марки и 32 прицепных, выпускавшихся в 1973—1974 гг. заводом «Đuro Đaković». 18 вагонов используется, остальные вышли из строя. Но на основе старых 101 можно выпускать вагоны марки TMK 2100.
3. В 1977—1983 гг. трамвайный парк пополнился 95 новыми вагонами марки Т4YU производства «ČKD» и 84 прицепными вагонами В4YU. В 1985 году поступил 51 сочленённый вагон КТ4YU.
4. В Загребе имеется также один сочлененный вагон марки TMK 900, произведённый заводом «Đuro Đaković» в 1990 году.
5. После приобретения в 1994—1998 гг. загребской трамвайной компанией «ZET» 35 старых вагонов марки GT6 фирмы «DUEWAG» (5 из них типа «Мангейм») в одноимённом немецком городе из загребского трамвайного парка стали списывать старые вагоны марки TMK 101. Дешёвые GT6 были куплены из-за нехватки денег на новые вагоны. Вскоре вагоны были списаны и некоторые из них заменены на TMK 2200, а некоторые — на новую серию TMK 2200.
6. В 1994 году компания «Končar» выпустила прототип сочленённого трамвая TMK 2100, в 1997—2003 гг. было выпущено ещё 15 таких трамваев. Все они так же были проданы компании «ZET».
7. В 2003 году «ZET» заказала 70 новых низкопольных трамваев TMK 2200 производства консорциума «Crotram». Они имеют кондиционеры, видеокамеры внутри и снаружи; развивают скорость до 70 км/ч.
8. «ZET» также имеет несколько музейных вагонов М-24.

## Интересные факты
7 июня 2007 года в Загребе прошёл парад трамваев. 70 вагонов TMK 2200 проехали по улицам города, как змея, создав при этом транспортный коллапс. Подобные действия мэра Милана Бандича вызвали недовольство горожан.

## Галерея

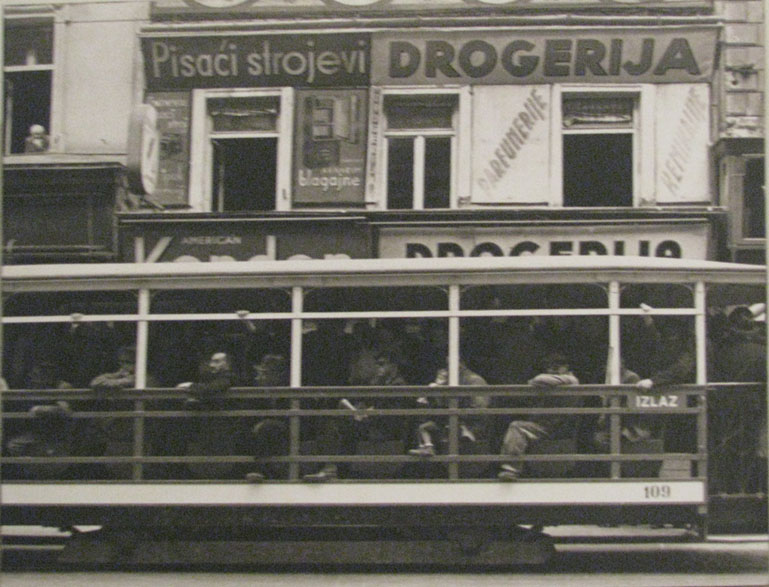
Загребский трамвай. Из собрания музея города Загреба.
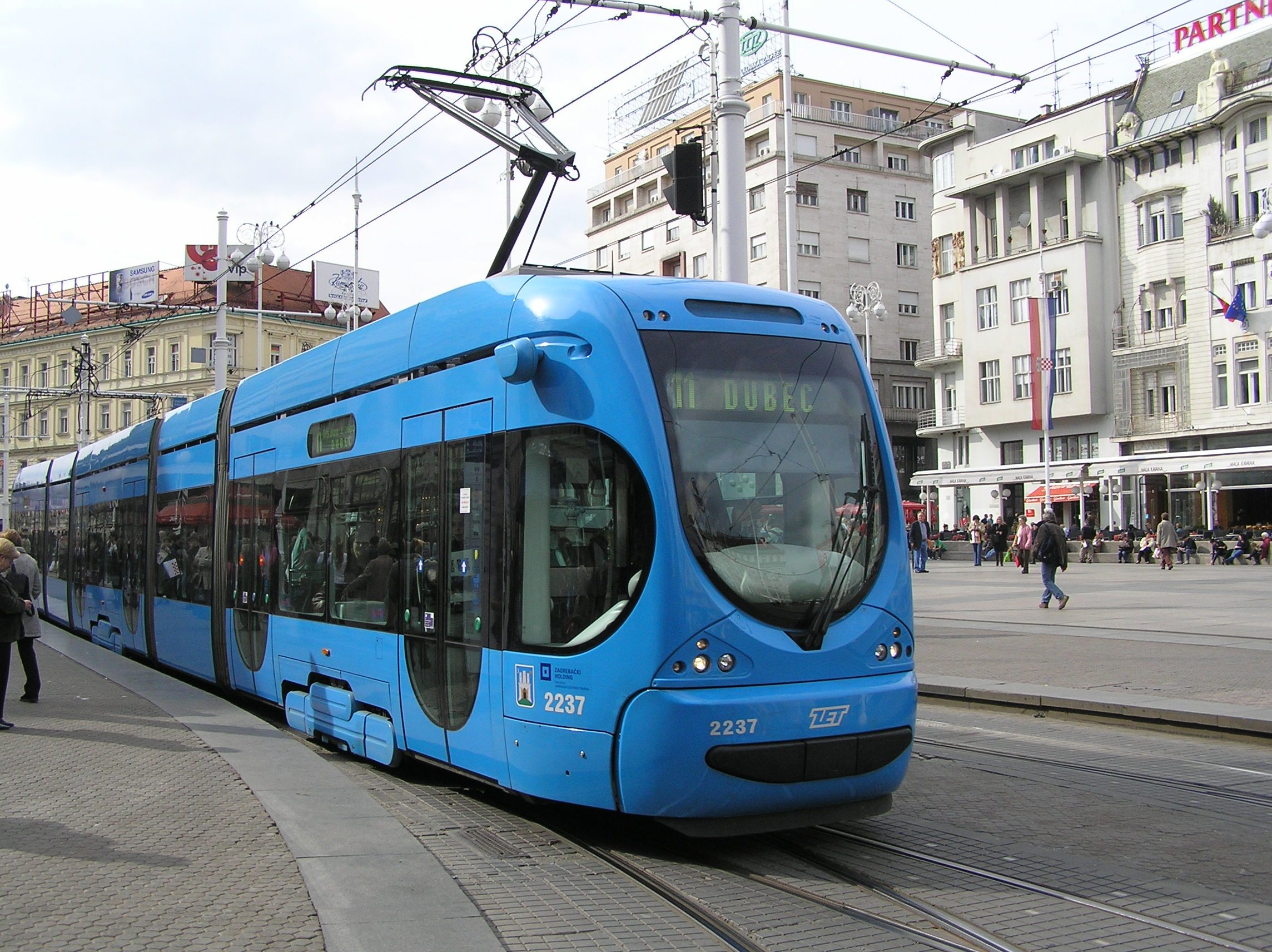
Трамвай на Площади бана Йосипа Елачича в центре Загреба
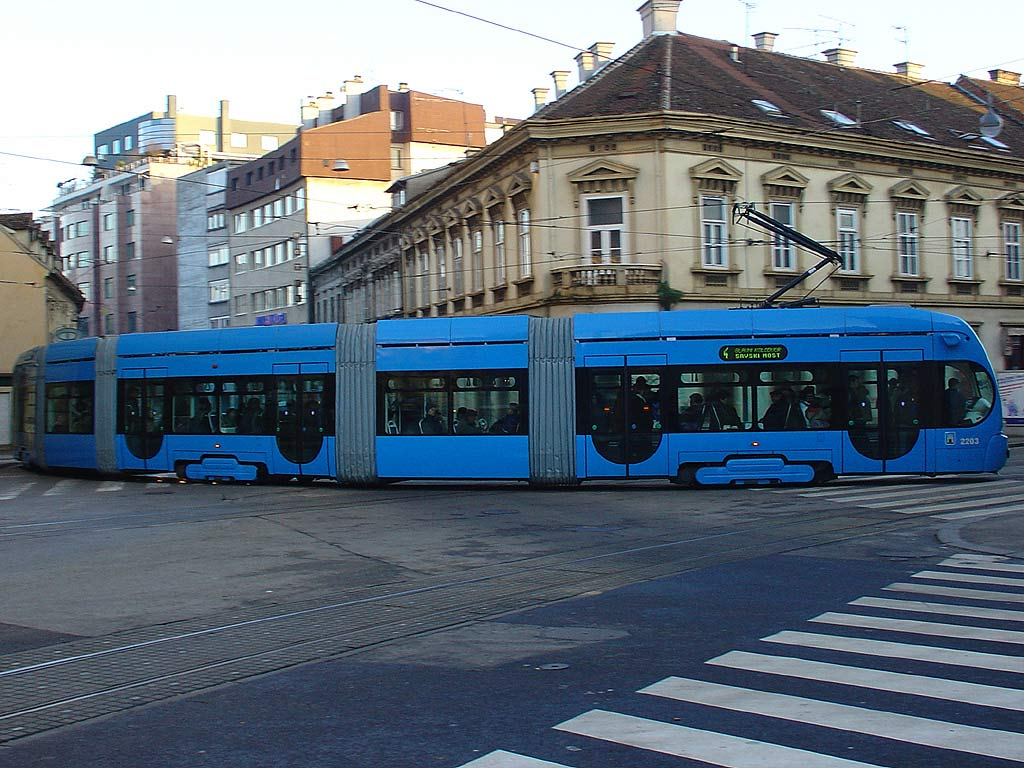
Поворачивающий трамвай на пересечении улиц Влашка и Янки Драшковича
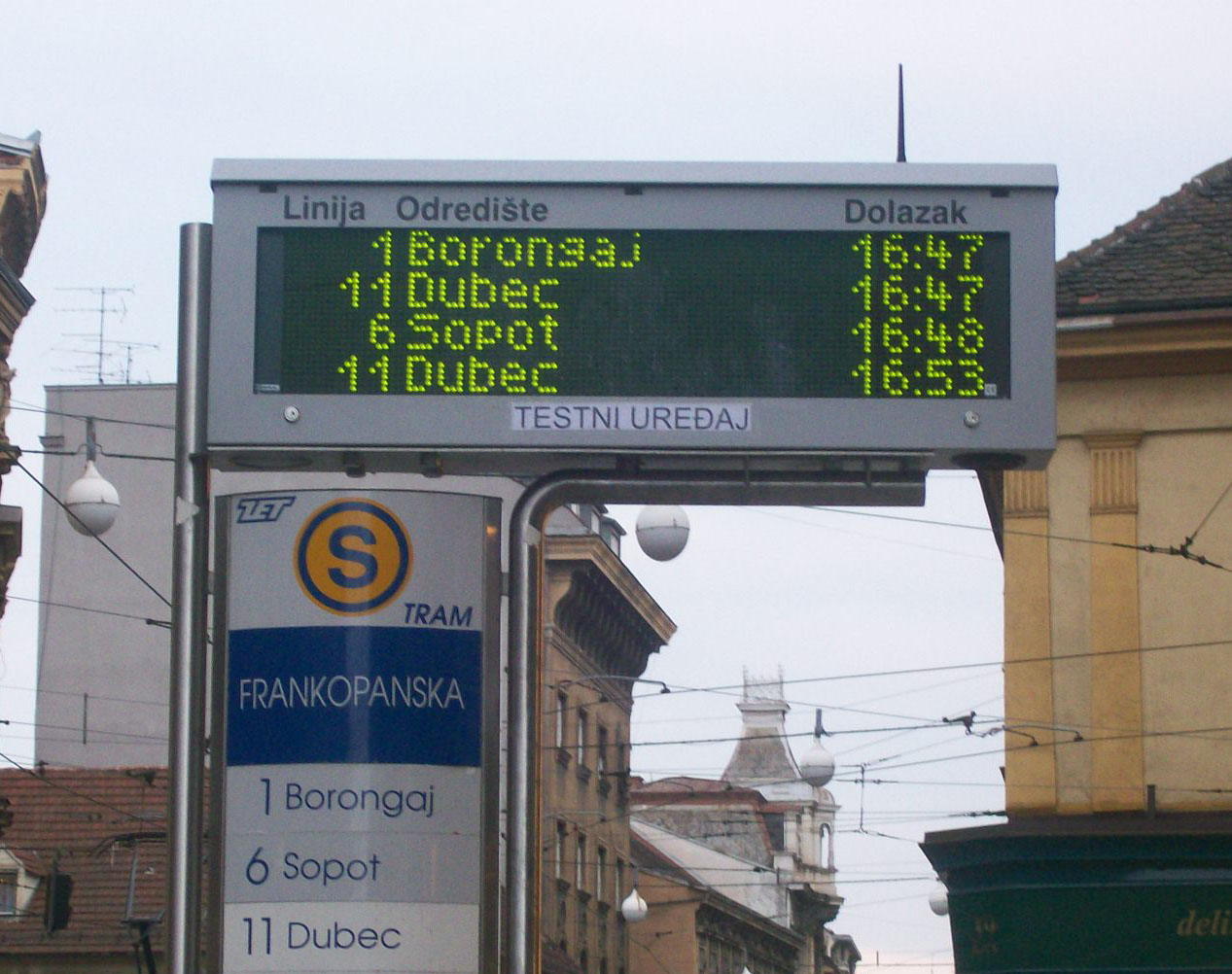
Дисплей на остановке
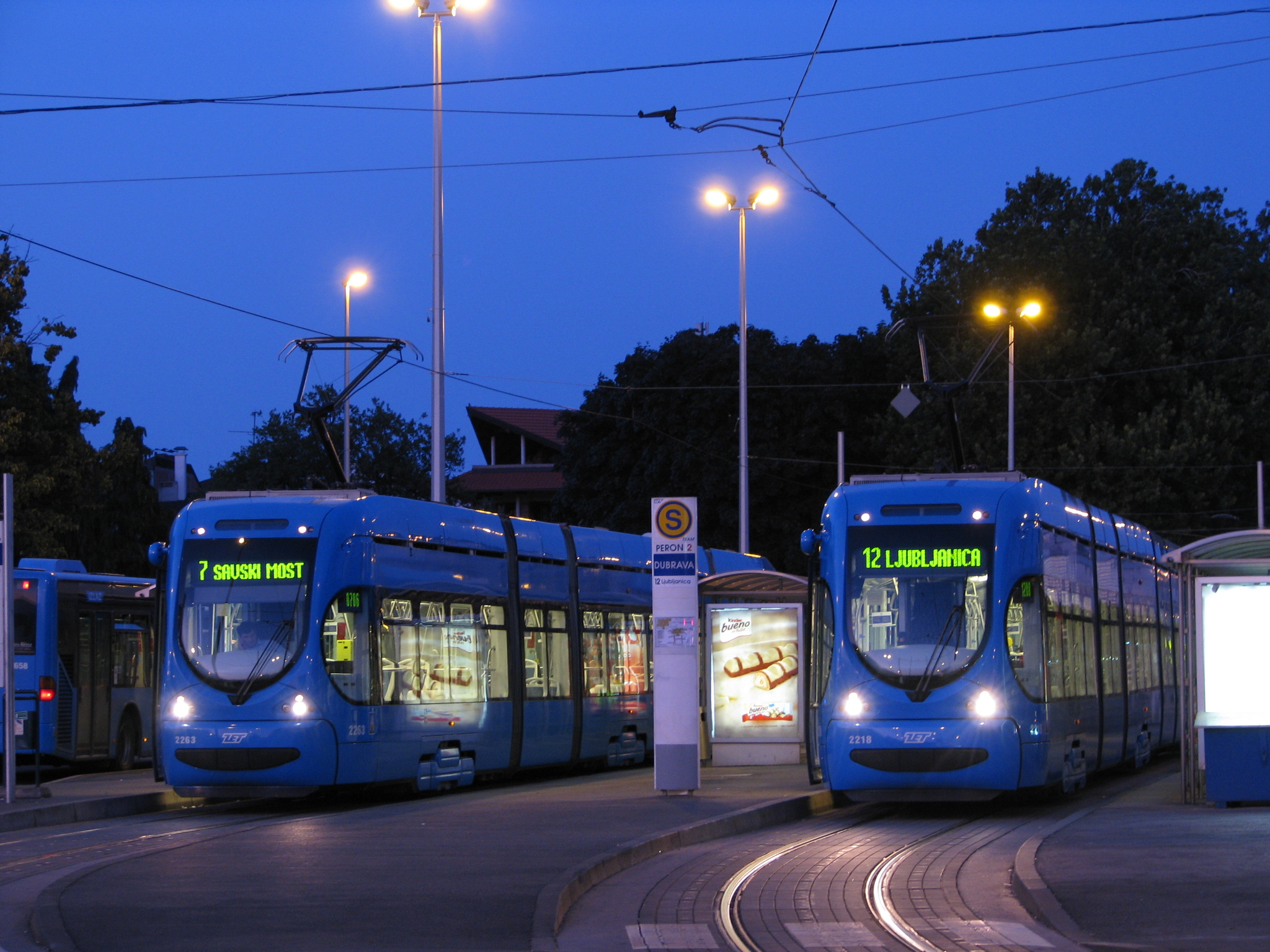
Конечная остановка в Дубраве
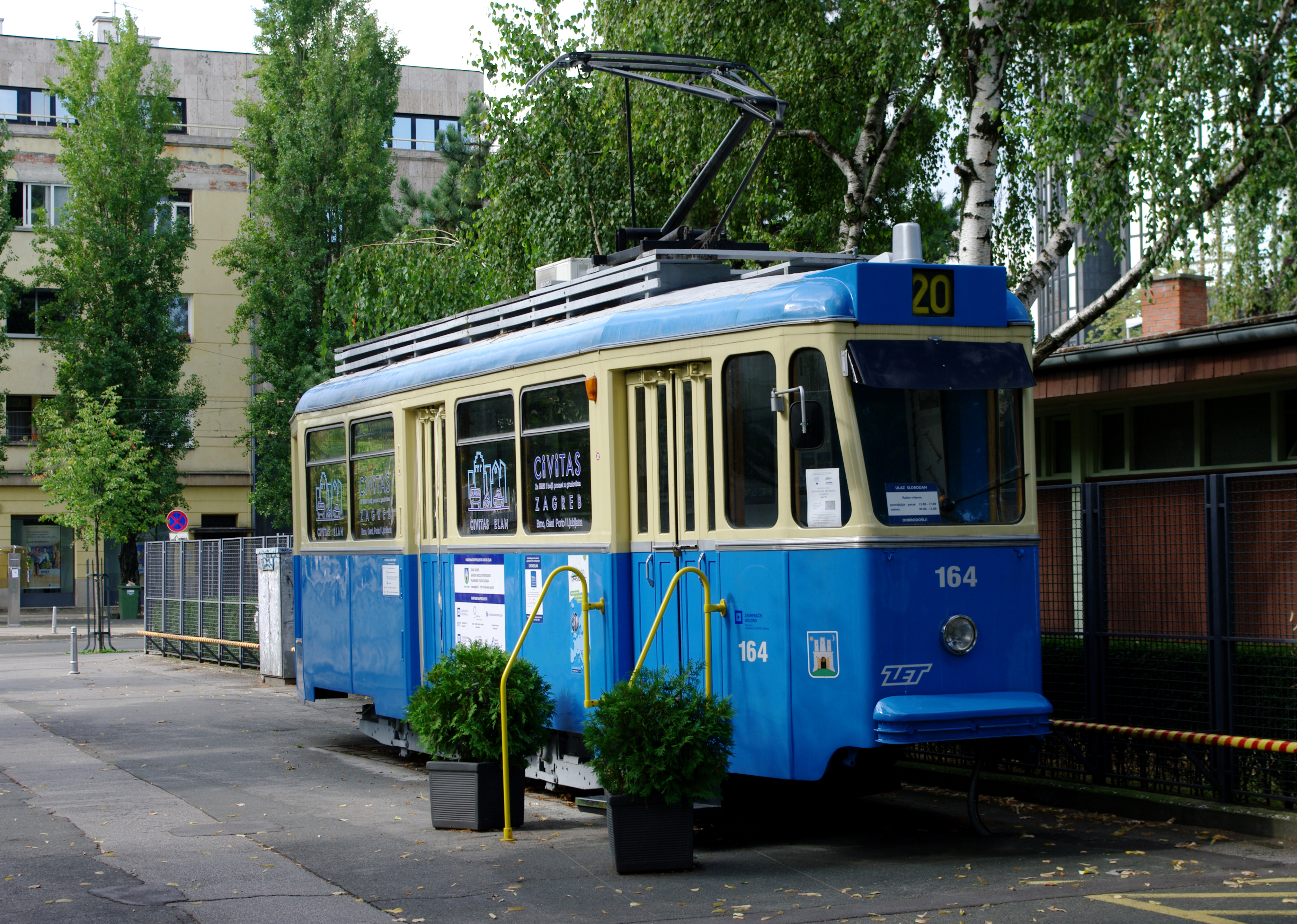
Вагон ТМК-101 у Загребского технического музея